# Нокс, Джеймс
Джеймс Нокс (англ. James Knox; род. 4 ноября 1995 в Кендал, графство Камбрия, Великобритания)   — британский профессиональный  шоссейный велогонщик,  выступающий за команду мирового тура  «Deceuninck-Quick Step».

## Достижения
2015
8-й - Trofeo PIVA
9-й - Clássica Loulé
2016
4-й - Ронд де л’Исард — Генеральная классификация
6-й - Велогонка Мира U23 — Генеральная классификация
2017
2-й - Льеж — Бастонь — Льеж U23
5-й - Ронд де л’Исард — Генеральная классификация
6-й - Тур Эльзаса — Генеральная классификация
8-й - Тур Хорватии — Генеральная классификация
8-й - Тур де л’Авенир — Генеральная классификация
8-й - Джиро-делла-Валле-д'Аоста — Генеральная классификация